# Wolbórz
Wolbórz (prononciation [suˈlɛjuf]) est une ville de 2 282 habitants (en 2010), située dans le powiat de Piotrków, dans la voïvodie de Łódź, dans la partie centrale de la Pologne.

## Situation géographique
Wolbórz se trouve dans le powiat de Piotrków (powiat piotrowski) qui fait partie de la voïvodie de Łódź. Il est situé le long de la voie rapide reliant Varsovie à Katowice et à Wrocław, entre Tomaszów Mazowiecki et Piotrków Trybunalski.

## Histoire
Au XIIe siècle, Wolbórz est une place forte où ont lieu des marchés. En 1125, Wolbórz devient la propriété des évêques de Cujavie et une de leurs principales résidences (jusqu’en 1818). En 1273, Lech II le Noir accorde les privilèges urbains à Wolbórz. En 1357, ces privilèges sont confirmés et étendus (droit de Magdebourg). La ville se développe considérablement et une filiale de l’université de Cracovie s’installe à Wolbórz. L’endroit devient également un point de concentration de l’armée polonaise dans les guerres contre les Teutoniques (1410, 1414, 1419, 1422).
Aux XVe et XVIe siècles, la ville continue à prospérer. En particulier, la production drapière et l’activité brassicole se développent. Très vite, il y a plus de 100 drapiers, quelques brasseries, six moulins. En 1521, la ville compte cinq églises.
Aux XVIIe et XVIIIe siècles, la ville est plusieurs fois saccagée (guerres, incendies). En 1793, la ville est annexée par la Prusse. En 1807, elle est incorporée au duché de Varsovie et, en 1815, au royaume du Congrès. Wolbórz perd son statut de ville en 1870. C’est une sanction du tsar parce que les habitants de la ville ont participé à l’Insurrection de Janvier 1863.
Wolbórz retrouve son statut de ville en 2011.

## Administration
De 1975 à 1998, la ville était attachée administrativement à l'ancienne voïvodie de Piotrków.
 Depuis 1999, elle fait partie de la nouvelle voïvodie de Łódź.
Wolbórz est le siège administratif (chef-lieu) de la gmina mixte (urbaine-rurale) de Wolbórz.

## Personnalités
Wolbórz est le lieu de naissance, et sans doute de décès, d’Andrzej Frycz Modrzewski (Andreas Fricius Modrevius) - (1503-1572), un humaniste et théologien polonais de la Renaissance. Il est devenu maire de la ville en 1553.

## Tourisme

### À voir

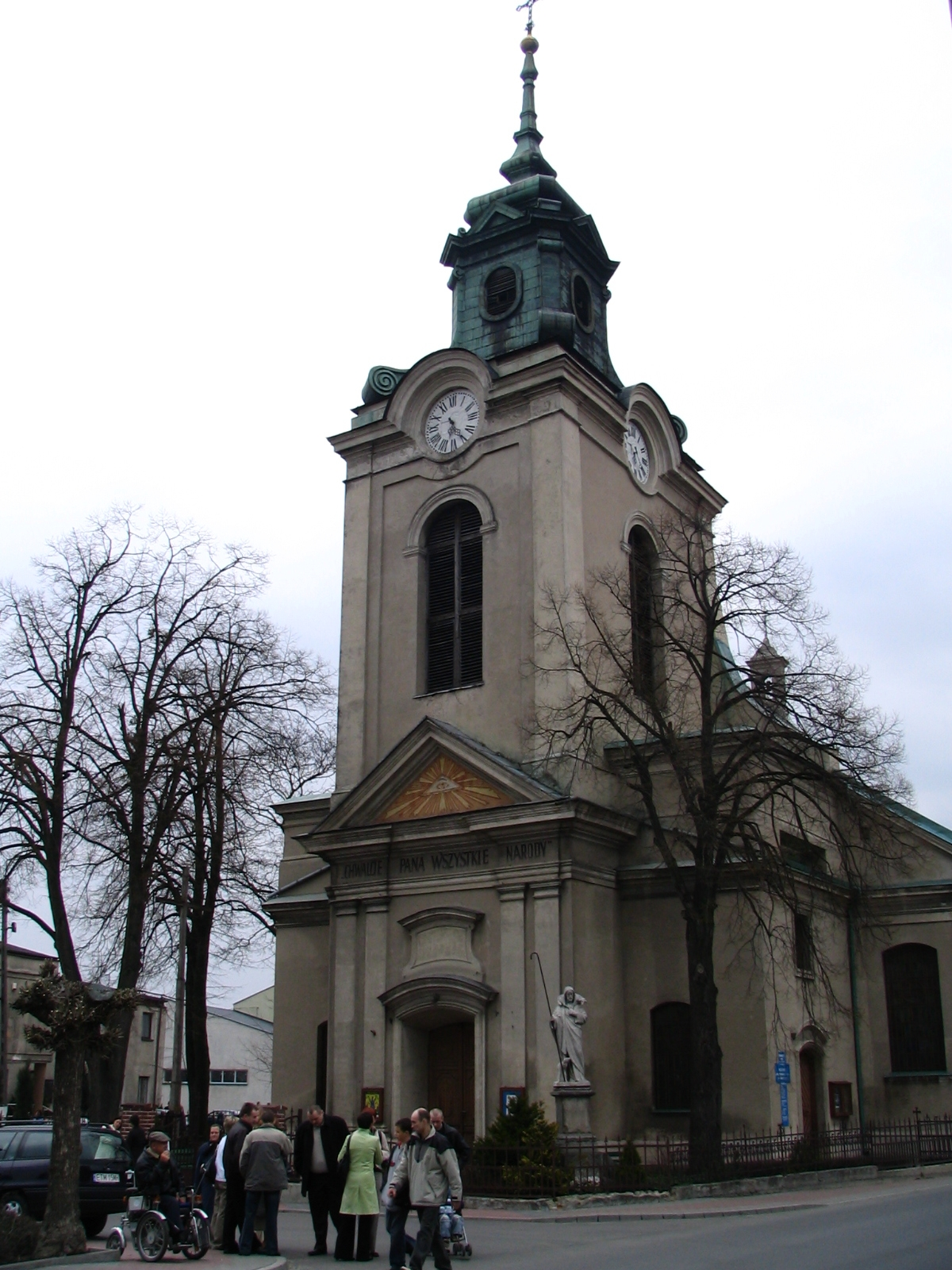
l’église paroissiale Saint-Nicolas

- l’ensemble formé le palais des évêques de Cujavie (construit en 1626, rénové de 1768 à 1773 dans le style baroque par l’architecte F. Placidi) et le parc (fin du XVIIIe siècle)
- l’église paroissiale Saint-Nicolas (fondée au XVe siècle)
- la chapelle Czarnecki commémorant le Déluge suédois (XVIIIe siècle)
- la chapelle Sainte-Anne (fondée en 1886/1887, style néogothique)

### À proximité
- la réserve forestière de Lubiaszów